# Jrue Holiday
Jrue Randall Holiday (Los Angeles, 12 de junho de 1990) é um jogador norte-americano de basquete profissional que atualmente joga no Portland Trail Blazers da National Basketball Association (NBA).
Ele jogou basquete universitário por uma temporada no UCLA Bruins antes de ser selecionado pelo Philadelphia 76ers como a 17ª escolha geral do draft da NBA de 2009. Holiday jogou quatro temporadas em Philadelphia, onde foi nomeado para o All-Star Game da NBA em sua quarta temporada, antes de ser negociado com o New Orleans Pelicans em 2013. Ele foi nomeado seis vezes para os times de melhores defensores da NBA.

## Carreira no ensino médio
Holiday é filho de Shawn e Toya Holiday. Seus pais jogavam basquete universitário em Arizona State, onde Toya foi eleita a Jogadora do Ano do Pac-10 em 1982.
Jrue estudou na Campbell Hall School em Studio City, Califórnia. Em sua última temporada, ele teve médias de 25,9 pontos, 11,2 rebotes, 6,9 assistências, 4,8 roubos de bola. A equipe teve um recorde de 31–5 e ganhou o título estadual da Divisão IV da Califórnia. 
Holiday foi classificado como armador nº 1 e o 2º melhor jogador na classe de 2008 pela Rivals.com. Ele foi eleito o Jogador Nacional Gatorade do Ano em 2008 e um All-American pela Revista Parade. Ele também jogou no McDonald's All-American Game, registrando 14 pontos, 5 rebotes, 3 assistências e 5 roubos de bola.

## Carreira universitária
Na temporada de 2008-09, Holiday jogou ao lado de outro futuro jogador da NBA, Darren Collison, no UCLA Bruins. Em 35 jogos, ele teve médias de 8,5 pontos, 3,8 rebotes, 3,7 assistências e 1,6 roubos de bola em 27,1 minutos. Ele foi selecionado para a Equipe de Novatos da Pac-10. Ele marcou 20 pontos em apenas 19 minutos de jogo contra Florida International. Ele registrou 13 pontos e seis assistências na vitória sobre Virginia Commonwealth na primeira rodada do Torneio da NCAA. 
Após a sua primeira temporada em UCLA, ele se declarou para o draft da NBA, renunciando aos três anos finais de elegibilidade universitária.

## Carreira profissional

### Philadelphia 76ers (2009–2013)

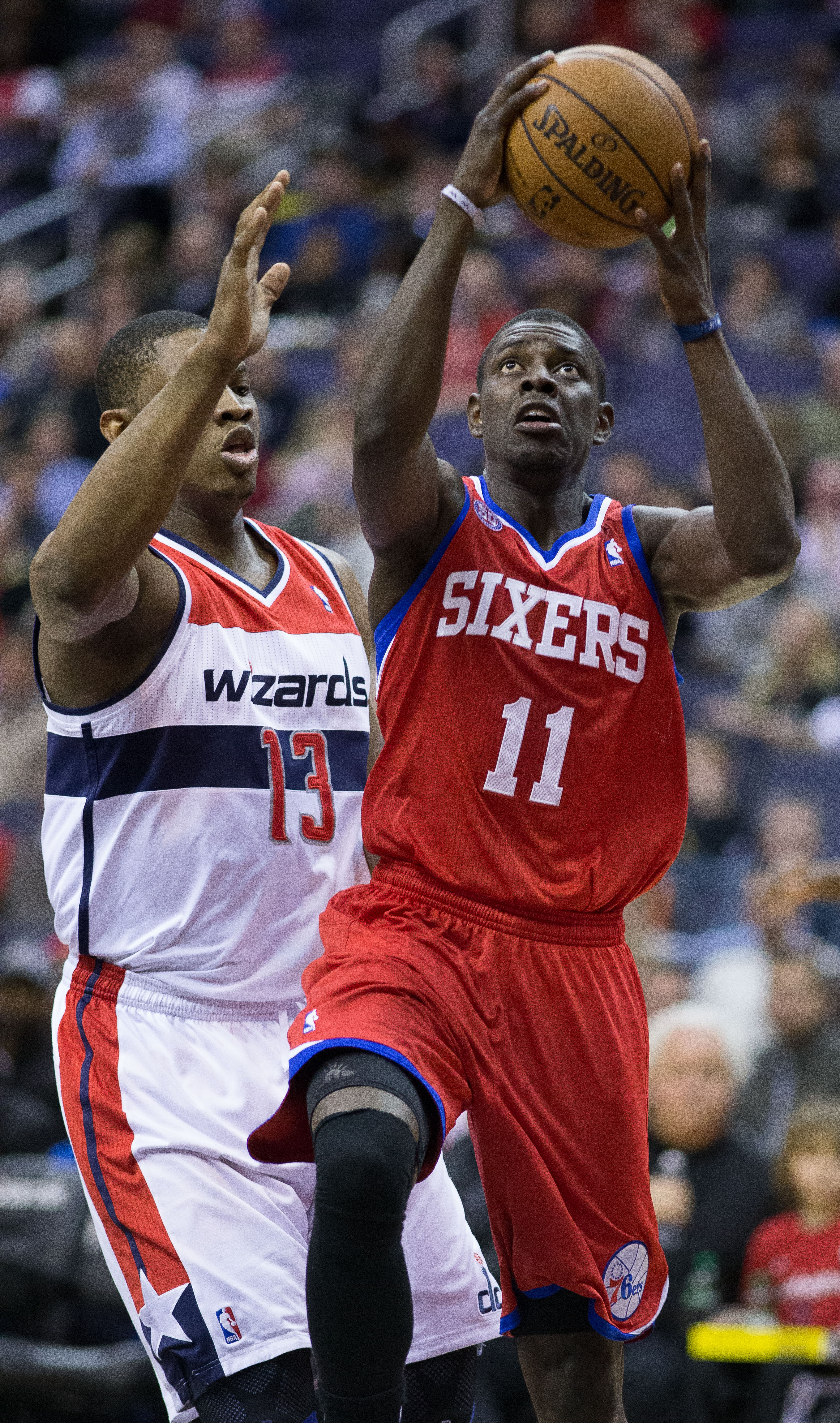
Holiday com os 76ers em março de 2013

Holiday foi selecionado pelo Philadelphia 76ers como a 17ª escolha geral do draft da NBA de 2009.
Em 3 de abril de 2010, ele marcou 25 pontos contra o Toronto Raptors. Em 5 de novembro de 2010, ele marcou 29 pontos contra o Cleveland Cavaliers. Em 2 de fevereiro de 2011, Holiday registrou seu primeiro triplo-duplo da carreira com 11 pontos, 10 rebotes e 11 assistências contra o New Jersey Nets. Em 17 de março de 2012, ele marcou 30 pontos contra o Chicago Bulls. Em 25 de novembro de 2012, ele registrou 33 pontos contra o Phoenix Suns. Em 2 de janeiro de 2013, ele registrou seu segundo triplo-duplo da carreira com 16 pontos, 10 rebotes e 10 assistências contra os Suns. Em 18 de janeiro de 2013, ele marcou 33 pontos contra o Toronto Raptors. 
Em 26 de janeiro de 2013, ele marcou 35 pontos, o recorde de sua carreira, contra o New York Knicks. Dois dias antes, ele foi selecionado como reserva da equipe All-Star da Conferência Leste no All-Star Game da NBA de 2013. Com sua primeira seleção All-Star, Holiday, de 22 anos, se tornou o jogador mais jovem da história da franquia a ser nomeado um All-Star.

### New Orleans Pelicans (2013–2020)
Em 12 de julho de 2013, Holiday foi negociado para o New Orleans Pelicans em troca de Nerlens Noel e de uma escolha de primeira rodada no draft de 2014. Sua temporada de 2013–14 terminou prematuramente após uma cirurgia em fevereiro de 2014 por causa de uma fratura em sua tíbia direita. Ele não jogava desde 8 de janeiro por causa de uma lesão na canela. Em 34 jogos, ele teve médias de 14,3 pontos, 7,9 assistências e 1,6 roubos de bola.
Em 5 de janeiro de 2015, contra o Washington Wizards, Holiday atingiu 5.000 pontos na carreira. Em 18 de fevereiro, ele foi descartado por três semanas após agravar uma lesão na perna direita. Ele voltou à ação muito mais tarde do que o inicialmente esperado, saindo do banco contra o Phoenix Suns em 10 de abril, após perder 41 jogos.
Em 9 de março de 2016, Holiday marcou 38 pontos, o recorde de sua carreira, contra o Charlotte Hornets. Em 29 de março, ele foi descartado pelo resto da temporada após ser diagnosticado com uma fratura da parede orbitária interna direita.
Em 18 de novembro de 2016, Holiday fez sua estreia na temporada depois de perder os primeiros 12 jogos dos Pelicans durante uma licença para cuidar de sua esposa. Em 23 minutos, ele marcou 21 pontos na vitória por 113-101 sobre o Portland Trail Blazers. Em 23 de janeiro de 2017, ele registrou 33 pontos e 10 assistências em uma vitória de 124–122 sobre o Cleveland Cavaliers.
Em 6 de julho de 2017, Holiday renovou seu contrato com os Pelicans. Em 9 de novembro, ele registrou 34 pontos e 11 assistências na derrota por 122-118 para o Toronto Raptors. Em 4 de dezembro, ele marcou 34 pontos na derrota por 125-115 para o Golden State Warriors. Em 10 de dezembro, ele fez cinco cestas de 3 pontos no quarto quarto, quando marcou 19 de seus 34 pontos, ajudando os Pelicans a derrotar o Philadelphia 76ers por 131–124. Um dia depois, ele marcou 37 pontos, o recorde da temporada, na derrota por 130-123 para o Houston Rockets. Em 25 de fevereiro de 2018, Holiday marcou 28 de seus 36 pontos após o intervalo para liderar os Pelicans na vitória por 123–121 sobre o Milwaukee Bucks. No Jogo 2 da primeira rodada dos playoffs contra os Trail Blazers, Holiday marcou 33 pontos e ajudou New Orleans a conquistar uma vantagem de 2-0 na série com uma vitória de 111-102. No Jogo 4, Holiday marcou 41 pontos e os Pelicans acabaram com a série contra os Trail Blazers. Os Pelicans perderam em cinco jogos para os Warriors na segunda rodada com Holiday registrando 27 pontos, 10 rebotes e 11 assistências em uma derrota por 113–104 no Jogo 5.
Em 7 de novembro de 2018, ele registrou 17 pontos, 10 rebotes e nove assistências na vitória por 107-98 sobre o Chicago Bulls. Ele superou as 2.000 assistências na carreira com as 5 desse jogo. Em 12 de novembro, ele registrou 29 pontos e 14 assistências na vitória por 126-110 sobre os Raptors. Em 3 de dezembro, ele registrou 32 pontos e 14 assistências na derrota por 129-126 para os Clippers. Em 9 de dezembro, ele marcou 37 pontos na vitória por 116-108 sobre o Detroit Pistons. Em 29 de janeiro, ele registrou 19 pontos, oito assistências, seis rebotes e seis bloqueios na vitória de 121–116 sobre os Rockets, tornando-se o primeiro armador na história da NBA com pelo menos 17 pontos, seis rebotes, sete assistências e seis bloqueios em um jogo. Em 26 de março, ele foi submetido a uma cirurgia para reparar uma lesão no músculo central.
Em 8 de março de 2020, Holiday marcou 37 pontos, o recorde da temporada, com nove rebotes e oito assistências na vitória por 120-107 sobre o Minnesota Timberwolves.

### Milwaukee Bucks (2020–2023)

#### Temporada de 2020–21: Temporada do título
Em 24 de novembro de 2020, Holiday foi negociado com o Milwaukee Bucks em uma troca de quatro equipes, envolvendo o Denver Nuggets e o Oklahoma City Thunder.
Em 3 de abril, Holiday teve 33 pontos e 11 assistências em uma vitória sobre o Sacramento Kings. No dia seguinte, ele concordou com uma extensão de contrato de quatro anos e US$ 160 milhões com os Bucks. A caminho de uma seleção para a Primeira Equipe Defensiva, Holiday teve média de 1,6 roubos de bola, que foi a quinto melhor da liga.
Em 24 de maio de 2021, Holiday registrou 11 pontos, 15 assistências e 7 rebotes em uma vitória por 132-98 no Jogo 2 da primeira rodada contra o Miami Heat. Os Bucks acabaram vencendo a série por 4-0. No Jogo 6 das finais da conferência contra o Atlanta Hawks, Holiday teve 27 pontos, nove rebotes e nove assistências na vitória por 118-107, levando os Bucks às finais da NBA pela primeira vez desde 1974. No jogo 5 das Finais contra o Phoenix Suns, ele registrou 27 pontos e 13 assistências em uma vitória por 123-119. No Jogo 6, Holiday registrou 12 pontos, 9 rebotes e 11 assistências para ajudar Milwaukee a chegar ao título depois de uma vitória por 105-98.

#### Temporada de 2021-22: Segundo Companheiro do Ano

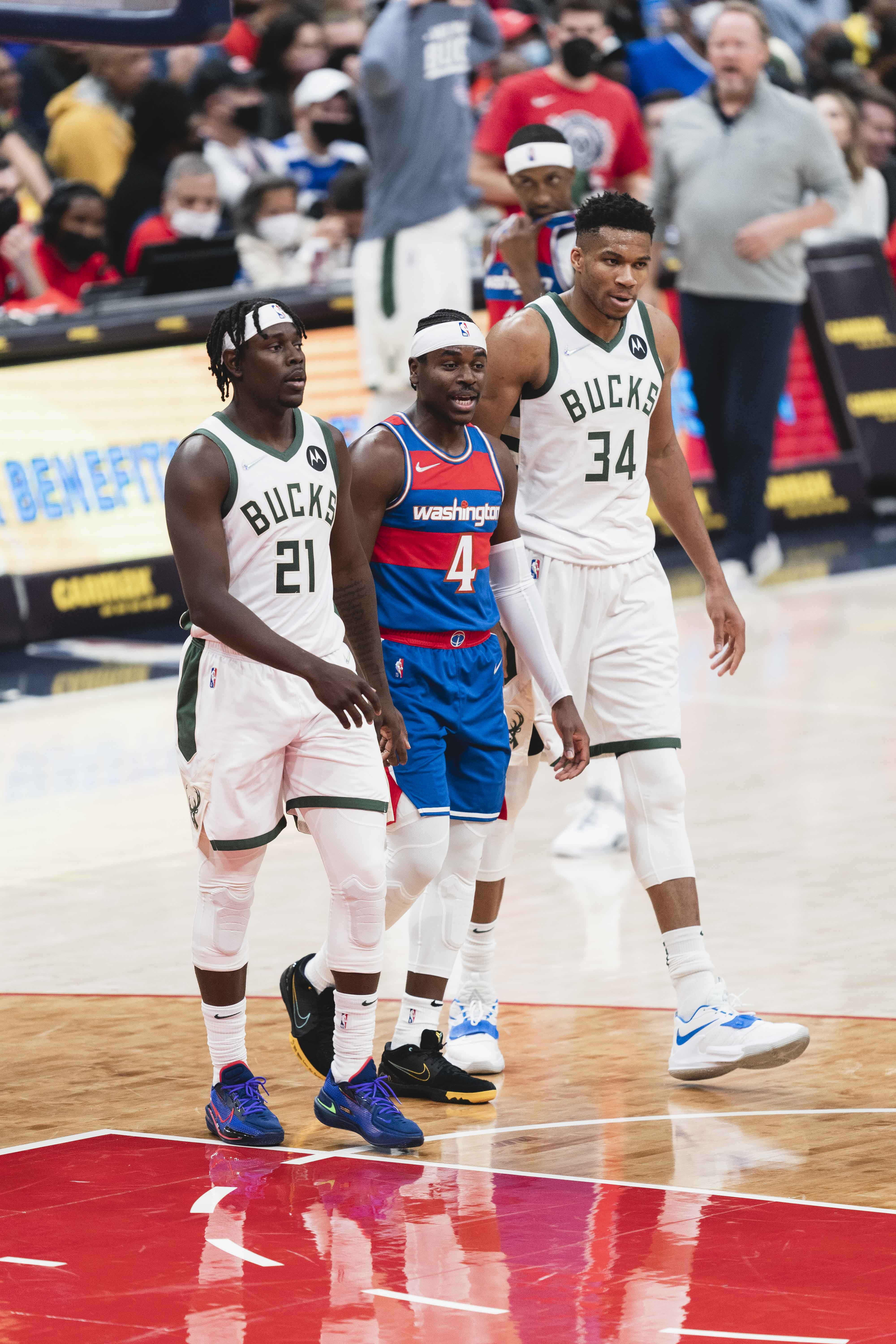
Holiday (esquerda) com seu irmão Aaron (centro) do Washington Wizards em 2021

Em outubro de 2021, Holiday perdeu 6 jogos devido a uma lesão no tornozelo. Em 15 de dezembro de 2021, ele registrou 26 pontos e 14 assistências em uma vitória sobre o Indiana Pacers, na qual Milwaukee estava sem Giannis Antetokounmpo e Khris Middleton. Em 17 de dezembro, Holiday marcou 40 pontos, o recorde de sua carreira, na derrota por 116-112 contra seu ex-time, o New Orleans Pelicans.
Em 24 de abril, durante o Jogo 4 da primeira rodada, Holiday registrou 26 pontos e 7 assistências na vitória por 119-95 sobre o Chicago Bulls. Em 7 de maio, no Jogo 3 das semifinais da Conferência Leste, ele marcou 25 pontos na vitória por 103-101 sobre o Boston Celtics.No Jogo 5, Holiday parou Marcus Smart nas duas últimas jogadas dos Celtics, registrando um bloqueio e uma roubada de bola para preservar a liderança dos Bucks. Ele terminou esse jogo com 24 pontos, oito rebotes e oito assistências. No entanto, os Bucks perderiam para o Celtics no Jogo 7, apesar dos 21 pontos, 5 rebotes, 8 assistências e 2 roubos de bola de Holiday.

#### Temporada de 2022–23: Segundo All-Star Game
Em 31 de outubro de 2022, Holiday marcou 25 pontos, 10 assistências e 7 rebotes na vitória por 110–108 sobre o Detroit Pistons. Em 16 de janeiro de 2023, ele teve 35 pontos e 11 assistências em uma vitória por 132–119 sobre o Indiana Pacers. No jogo seguinte, Holiday marcou 37 pontos na vitória por 130-122 sobre o Toronto Raptors. Em ambos os jogos, Milwaukee perdeu seus outros dois "três grandes" membros, Giannis Antetokounmpo e Khris Middleton.
Em 23 de janeiro, Holiday foi nomeado o Jogador da Semana da Conferência Leste, seu segundo prêmio de Jogador da Semana na carreira. Ele liderou o Bucks com médias de 33,3 pontos, 9,3 assistências, 4,7 rebotes e 1,7 roubos de bola. Em 2 de fevereiro, Holiday foi nomeado para o All-Star Game de 2023 como armador reserva da Conferência Leste pela primeira vez em 10 temporadas, o maior intervalo entre as seleções para qualquer jogador na história da NBA.
Em 14 de fevereiro, Holiday marcou 40 pontos, o recorde de sua carreira, durante uma vitória por 131–125 na prorrogação contra o Boston Celtics.
Boston Celtics (2023-2025)
Em 27 de setembro de 2023, Holiday, ao lado de Deandre Ayton, Toumani Camara e uma escolha de primeira rodada do draft de 2029, foi negociado para o Portland Trail Blazers como parte de um acordo de três equipes que enviou Damian Lillard para o Milwaukee Bucks e Grayson Allen, Jusuf Nurkić, Nassir Little e Keon Johnson para o Phoenix Suns. Quatro dias depois, ele foi negociado para o Boston Celtics em troca de Robert Williams III, Malcolm Brogdon e duas futuras escolhas de primeira rodada do draft.
Em 10 de abril de 2024, Holiday concordou com uma extensão de contrato de quatro anos e US$135 milhões com os Celtics. No Jogo 1 das Finais da Conferência Leste contra o Indiana Pacers, Holiday registrou um recorde de temporada com 28 pontos, sete rebotes, oito assistências e três roubadas de bola em uma vitória de 133-128 na prorrogação. Após uma varrida de 4-0 na série, Holiday e os Celtics garantiram seu lugar nas Finais da NBA de 2024. Ele também se tornou o primeiro jogador na história da NBA a ter uma média de pelo menos 18 pontos, sete rebotes e cinco assistências com porcentagens de arremesso de 50-40-100 em uma série das finais de conferência. No Jogo 2 das Finais da NBA contra o Dallas Mavericks, Holiday registrou 26 pontos e 11 rebotes em uma vitória de 105-98. Ele se tornou o primeiro armador a produzir pelo menos 25 pontos e 10 rebotes, com uma taxa de acerto de 75% ou mais, em um jogo das Finais da NBA. Os Celtics ganharam a série em cinco jogos e Holiday conquistou seu segundo título. Juntamente com seu título em Milwaukee, Holiday se tornou o primeiro jogador da NBA a ganhar um anel em sua primeira temporada com duas franquias diferentes.

## Estatísticas da carreira
| † | Campeão da temporada da NBA |
|   | Líder da liga               |

### NBA

#### Temporada regular
| Ano      | Equipe       | PJ  | PT  | MPJ  | AP   | 3P   | LL   | RT  | AS  | BR  | TO | PPJ  |
| -------- | ------------ | --- | --- | ---- | ---- | ---- | ---- | --- | --- | --- | -- | ---- |
| 2009-10  | Philadelphia | 73  | 51  | 24.2 | .442 | .390 | .756 | 2.6 | 3.8 | 1.1 | .2 | 8.0  |
| 2010-11  | Philadelphia | 82  | 82  | 35.4 | .446 | .365 | .823 | 4.0 | 6.5 | 1.5 | .4 | 14.0 |
| 2011-12  | Philadelphia | 65  | 65  | 33.8 | .432 | .380 | .783 | 3.3 | 4.5 | 1.6 | .3 | 13.5 |
| 2012-13  | Philadelphia | 78  | 78  | 37.5 | .431 | .368 | .752 | 4.2 | 8.0 | 1.6 | .4 | 17.7 |
| 2013-14  | New Orleans  | 34  | 34  | 33.6 | .447 | .390 | .810 | 4.2 | 7.9 | 1.6 | .4 | 14.3 |
| 2014-15  | New Orleans  | 40  | 37  | 32.6 | .446 | .378 | .855 | 3.4 | 6.9 | 1.6 | .6 | 14.8 |
| 2015-16  | New Orleans  | 65  | 23  | 28.2 | .439 | .336 | .843 | 3.0 | 6.0 | 1.4 | .3 | 16.8 |
| 2016-17  | New Orleans  | 67  | 61  | 32.7 | .453 | .356 | .708 | 3.9 | 7.3 | 1.5 | .6 | 15.4 |
| 2017-18  | New Orleans  | 81  | 81  | 36.1 | .494 | .337 | .786 | 4.5 | 6.0 | 1.5 | .8 | 19.0 |
| 2018-19  | New Orleans  | 67  | 67  | 35.9 | .472 | .325 | .768 | 5.0 | 7.7 | 1.6 | .8 | 21.2 |
| 2019-20  | New Orleans  | 61  | 61  | 34.7 | .455 | .353 | .709 | 4.8 | 6.7 | 1.6 | .8 | 19.1 |
| 2020-21  | Milwaukee †  | 59  | 56  | 32.3 | .503 | .392 | .787 | 4.5 | 6.1 | 1.6 | .6 | 17.7 |
| 2021-22  | Milwaukee    | 67  | 64  | 32.9 | .501 | .411 | .761 | 4.5 | 6.8 | 1.6 | .4 | 18.3 |
| 2022-23  | Milwaukee    | 67  | 65  | 32.6 | .479 | .384 | .859 | 5.1 | 7.4 | 1.2 | .4 | 19.3 |
| 2023-24  | Boston †     | 69  | 69  | 32.8 | .480 | .429 | .833 | 5.4 | 4.8 | .9  | .8 | 12.5 |
| Carreira | Carreira     | 975 | 894 | 33.1 | .463 | .371 | .784 | 4.2 | 6.4 | 1.4 | .5 | 16.1 |
| All-Star | All-Star     | 2   | 0   | 12.2 | .444 | .200 | –    | 1.0 | 1.5 | 1.0 | .0 | 4.5  |

#### Playoffs
| Ano      | Equipe       | PJ | PT | MPJ  | AP   | 3P   | LL    | RT  | AS  | BR  | TO | PPJ  |
| -------- | ------------ | -- | -- | ---- | ---- | ---- | ----- | --- | --- | --- | -- | ---- |
| 2011     | Philadelphia | 5  | 5  | 37.6 | .414 | .524 | .800  | 3.8 | 5.6 | 2.0 | .4 | 14.2 |
| 2012     | Philadelphia | 13 | 13 | 38.0 | .413 | .408 | .864  | 4.7 | 5.2 | 1.5 | .6 | 15.8 |
| 2015     | New Orleans  | 3  | 0  | 18.3 | .368 | .250 | 1.000 | 1.0 | 4.3 | .7  | .3 | 6.3  |
| 2018     | New Orleans  | 9  | 9  | 38.7 | .518 | .320 | .700  | 5.7 | 6.3 | 1.1 | .6 | 23.7 |
| 2021     | Milwaukee †  | 23 | 23 | 39.7 | .406 | .303 | .714  | 5.7 | 8.7 | 1.7 | .4 | 17.3 |
| 2022     | Milwaukee    | 12 | 12 | 38.6 | .379 | .316 | .839  | 5.6 | 6.5 | 1.8 | .6 | 19.1 |
| 2023     | Milwaukee    | 5  | 5  | 38.1 | .400 | .286 | .692  | 6.6 | 8.0 | 1.0 | .4 | 17.8 |
| 2024     | Boston †     | 19 | 19 | 37.9 | .503 | .402 | .955  | 6.1 | 4.4 | 1.1 | .6 | 13.2 |
| Carreira | Carreira     | 89 | 86 | 37.9 | .430 | .344 | .795  | 5.4 | 6.3 | 1.4 | .5 | 16.6 |

### Universidade
| Ano     | Equipe | PJ | PT | MPJ  | AP   | 3P   | LL   | RT  | AS  | BR  | TO | PPJ |
| ------- | ------ | -- | -- | ---- | ---- | ---- | ---- | --- | --- | --- | -- | --- |
| 2008–09 | UCLA   | 35 | 35 | 27.1 | .450 | .307 | .726 | 3.8 | 3.7 | 1.6 | .5 | 8.5 |

Fonte:

## Prêmios e homenagens
- 2x Campeão da NBA: 2021, 2024
- 3x NBA Teammate of the Year: 2020, 2022,  2023
- 2x NBA Sportsmanship Award: 2021, 2025[66]
- NBA Social Justice Champion Award: 2025[67]
- 2x NBA All-Star: 2013, 2023
- 6x NBA All-Defensive Team:
  - primeiro time: 2018, 2021, 2023
  - segundo time: 2019, 2022, 2024
- Seleção dos Estados Unidos:
  - Jogos Olímpicos:
    -  Medalha de Ouro 2020
    -  Medalha de Ouro 2024

## Vida pessoal
Ambos os irmãos de Holiday, Justin e Aaron, também são jogadores da NBA. Sua irmã mais nova, Lauren, jogava basquete universitário no time feminino da UCLA.
Em julho de 2013, Holiday se casou com a meia da Seleção de Futebol Feminino dos Estados Unidos, Lauren Cheney. Os dois se conheceram em um jogo de basquete feminino da UCLA, durante sua única temporada na universidade. Enquanto ele se aproximava de seu assento, uma jovem perguntou se ele era Darren Collison e pediu seu autógrafo. Depois de explicar que não era Collison e se preparar para sentar-se, Cheney, que estava sentada atrás dele, disse: "Não se preocupe, você é mais bonito do que Darren." Na época, os dois estavam se relacionando com outras pessoas, mas se tornaram amigos e começaram a namorar depois. Mais tarde, eles começaram a organizar anualmente clínicas de basquete e futebol combinadas na UCLA.
Em setembro de 2016, Holiday tirou licença indefinida do New Orleans Pelicans para cuidar de sua esposa depois que ela foi diagnosticada com um tumor cerebral. No mês seguinte, Lauren fez uma cirurgia no cérebro apenas algumas semanas depois de dar à luz a filha do casal, Jrue Tyler Holiday.
Holiday é um cristão. Ele disse: “Sou um atleta cristão que tem fé em Jesus Cristo. Portanto, quando encontro circunstâncias sobre as quais não tenho controle, acredito e tenho paz”.

Holiday e sua esposa Lauren tiveram seu segundo filho, um menino chamado Hendricks, no final de 2020.